# Johann Filipec
Johann Filipec (tschechisch Jan Filipec; auch Jan z Prostějova; nach der Bischofsliste von Großwardein: Johannes IX. Filipecz de Prosznicz; * 1431 in Proßnitz, Markgrafschaft Mähren; † 28. Juni 1509 in Ungarisch Hradisch) war Berater der böhmisch-ungarischen Könige Matthias Corvinus und Vladislav II. 1477 bis 1490 war er Bischof von Großwardein und 1484 bis 1490 Administrator von Olmütz. 1480–1481 war er Oberlandeshauptmann von Schlesien und Landvogt der Ober- und der Niederlausitz. 1492 trat er in den Franziskanerorden ein.

## Werdegang
Johann Filipec entstammte einer einfachen utraquistischen Familie. Nach dem Schulbesuch in Proßnitz wurde er Schreiber des mährischen Landeshauptmanns in Olmütz. In diesem Amt hatte ihn der ungarische König Matthias Corvinus bei der Inbesitznahme von Olmütz kennengelernt und empfahl ihn dem Woiwoden von Siebenbürgen als Sekretär. Als Begleiter des Woiwoden setzte sich Johann Filipec bei den böhmischen Ständen für die Wahl Matthias Corvinus zum böhmischen König ein. Wohl deshalb berief Corvinus 1472 Johann Filipec zu seinem Berater und Verhandlungsführer und 1480 zum Oberlandeshauptmann von Schlesien. In dieser Position wandte er sich eindeutig gegen Georg von Podiebrads Sohn Heinrich d. Ä., der den proböhmischen Standpunkt vertrat.
Obwohl Johann Filipec keine Priesterweihen empfangen hatte, erreichte König Matthias Corvinus eine Dispens bei Papst Sixtus IV., mit der Filipec am 23. Mai 1477 zum Bischof von Großwardein ernannt und geweiht werden konnte. Auch als Bischof wirkte Filipec für Matthias Corvinus, der ihn 1478 zu seinem Kanzler ernannte. 1478 bemühte er sich um eine Annäherung der untraquistischen Stände. 1480 vermittelte er im Konflikt zwischen dem böhmischen König Vladislav und den utraquistischen Prager Bürgern. 1481 ernannte ihn Matthias Corvinus zum Statthalter des böhmischen Erbfürstentums Schweidnitz-Jauer.
Nach dem Tod des Olmützer Bischofs Protasius von Boskowitz und Černahora 1482 war dem Olmützer Domkapitel die Wahl eines Nachfolgers nicht möglich. Als mährischer Landesherr wollte Matthias Corvinus einen Kandidaten seiner Wahl einsetzen. Das Bistum wurde deshalb durch die Domherren Johann Pauswangel, Alex von Iglau und Heinrich von Zwole verwaltet. 1484 wählte das Domkapitel auf königlichen Wunsch Johann Filipec, den Bischof von Großwardein, zum ständigen Administrator.
Johann Filipec veranlasste im Bistum wirtschaftliche Maßnahmen, mit denen die Zerstörungen der Hussitenkriege beseitigt werden sollten. Er verbesserte die Verwaltung und erwarb aus seinem Vermögen verpfändete Güter und die bischöfliche Stadt Müglitz zurück. Der Olmützer Dom und andere bischöfliche Gebäude wurden erneuert, die Burgen Wischau und Mürau erweitert. Den mährischen Humanismus förderte er durch die Gründung einer Druckerei in Brünn, in der er bedeutende humanistische Werke drucken ließ.
Nachdem Filipec wegen seines Eintretens für die Prager Utraquisten beim Papst beschuldigt worden war, veranlasste Papst Innozenz VIII. eine Untersuchung durch den Nuntius in Buda. Vermutlich wegen dieser Vorwürfe ernannte der Papst am 4. Juli 1487 als neuen Olmützer Administrator den Sirmiumer Bischof Johann Vitéz, der jedoch nie in den Besitz des Bistums kam. Damit dürfte zusammenhängen, dass Johann Filipec am 26. August 1488 den Papst um die Erlaubnis zur Resignation bat und beabsichtigte, in ein Kloster einzutreten. Obwohl der Papst seine Zustimmung erteilte, lehnte Matthias Corvinus die Resignation ab. Trotzdem setzte der Papst am 3. Juni 1489 Ardicino della Porta als neuen Administrator ein, der allerdings das Bistum Olmütz nie betrat.
Erst nach dem Tod von Matthias Corvinus erteilte der neue böhmische König Vladislav am 21. September 1490 die von Johann Filipec erbetene Zustimmung zur Resignation, die er an die Bedingung knüpfte, dass Filipec weiterhin als königlicher Berater und Diplomat tätig sein solle.
1491 stiftete Johann Filipec das Franziskanerkloster in Ungarisch Hradisch und 1492 ein weiteres im schlesischen Jauer. Im selben Jahr veranlasste er die Verlegung des Augustinerklosters Landskron in das Olmützer Allerheiligenkloster.

## Franziskaner
1492 regelte Johann Filipec seine Vermögensangelegenheiten und trat am 20. Mai 1492 in Olmütz in den Franziskanerorden ein. Nachdem er die Profess in Breslau abgelegt hatte, lebte er acht Jahre im Franziskanerkloster von Jauer, danach in Olmütz und zuletzt in Ungarisch Hradisch. Auch als Ordensmann wirkte er bis zu seinem Tod als königlicher Berater und nahm 1494 an den Verhandlungen der Prager Utraquisten über deren Rückkehr zur Römischen Kirche teil. 1508 verhandelte er über die die Beendigung des böhmischen Ständekonflikts.